# Minami-Hiragishi (metropolitana di Sapporo)
Minami-Hiragishi (南平岸駅?, Minami-Hiragishi-eki) (N13) è una stazione della metropolitana di Sapporo situata nel quartiere di Toyohira-ku, a Sapporo, Giappone.

## Struttura
La stazione è realizzata su viadotto, con mezzanino, dotato di diversi servizi quali servizi igienici e convenience store al piano terra e i binari al primo piano, con un marciapiede a isola. 
| 1 | Linea Namboku | per Makomanai              |
| 2 | Linea Namboku | per Ōdōri, Sapporo e Asabu |

## Stazioni adiacenti
| «             | Servizio      | »             |
| Linea Namboku | Linea Namboku | Linea Namboku |
| ------------- | ------------- | ------------- |
| Hiragishi     | Locale        | Sumikawa      |